# Krajinski park Lastovci
Krajinski park Lastovsko otočje je najmlajši hrvaški naravni park, razglašen leta 2006. Lastovsko otočje sestavlja 46 otokov, otočkov in čeri z zelo razčlenjeno obalo s skupno kopensko površino 53 km2 in 143 km2 morske površine, obrobljeno s kamnitimi otočki Sušca, Tajana, Glavata in Struga. Posebno vrednost celotnemu območju dajeta morje in podvodni svet z bogato in raznoliko floro in favno.
Območje Lastovcev je dragoceno tudi s kulturnega in zgodovinskega vidika zaradi svoje tradicionalne arhitekture in arheoloških najdišč na kopnem in v morju.